# عبد الله محمد أحمد حسن
عبد الله محمد أحمد حسن (من مواليد يناير 1928) سياسي سوداني مخضرم كان عضوًا في البرلمان ووزيرًا حكوميًا ودبلوماسيًا.

## سيرة شخصية
ولد عبد الله عام 1928 في بلدة بارة في ولاية شمال كردفان في السودان. انتقلت عائلته فيما بعد واستقرت في الأبيض . في سن مبكرة تم إرساله إلى مدرسة قرآنية (خلوة) وبعد ذلك اتبع نظام التعليم البريطاني في تنفيذه من قبل البريطانيين في ذلك الوقت. في عام 1947 التحق بمدرسة حنتوب الثانوية المنشأة حديثًا (مدرسة حنتوب الثانوية) ثم انتقل بعد ذلك للدراسة وتخرج في مايو 1955 من كلية الآداب بالكلية الجامعية بالخرطوم.
بعد تخرجه، تم تعيينه كمدرس للتاريخ في بلدة التونج في جنوب السودان. في أغسطس 1955، أعيد تعيينه كمدرس تاريخ في مدرسة خور طقات الثانوية (مدرسة خور طقت الثانوية) قبل أسابيع فقط من الانتفاضة الأولى لحركة أنيانيا في الجنوب. في أغسطس 1958، استقال من منصبه كمدرس وانتقل إلى الخرطوم حيث بدأ عمله التجاري في الإعلانات التجارية ودراسات الجدوى. في ذلك الوقت، قام ببعض الأعمال الصحفية لأكبر جريدتين في ذلك الوقت (الأمة والنيل). في عام 1958 عارض الحكومة العسكرية الجديدة للجنرال عبود الذي استولى على السلطة في انقلاب. تعرض للترهيب السياسي من قبل الحكومة الجديدة في الخرطوم وتعرضت شركته التي تم تشكيلها حديثًا إلى ذلك. في عام 1959، انتقل إلى العبيد وأسس (مدرسة كردفان الأهلية الوسطى) وعمل كمدير لها. وفي عام 1961 طلب منه السيد صديق عبد الرحمن المهدي تولي إدارة وتشغيل (مدرسة المهدي الثانوية للبنات) في أم درمان. استقال من المدرسة في عام 1963 بسبب التوترات مع رئيس مجلس المدرسة حول طريقة الإفراج عن الأموال المالية من قبل المجلس وعلى قواعد الانضباط الصارمة. بعد استقالته عمل في السفارة الأمريكية حتى عام 1964 كمترجم رئيسي.

## الحياة السياسية
نشأ عبد الله في السودان الذي كان تحت احتلال الإمبراطورية البريطانية وانضم منذ سن مبكرة إلى مشاعر الشباب التي استاء منها الاحتلال، وكان يدعو إلى انسحاب البريطانيين من السودان . في مارس 1949 أسس بابكر كرار النور، ومحمد يوسف محمد، ومحمد محمد علي، وآدم فضل الله، ويوسف حسن سعيد، حركة التحرير الإسلامية في جامعة الخرطوم . كان هدف الحركة تحرير السودان من الاحتلال البريطاني وإقامة دولة إسلامية في البلاد. كان بابكر كرار النور طالب سابق ونشط جدًا وشعبيًا في مدرسة حنتوب الثانوية. بعد تأسيس الحركة، وفي يونيو 1949، زار كرار مدرسة حنتوب الثانوية للتحدث مع أعضاء حركته، وكان عبد الله واحدًا من بين 30 طالبًا انضموا إلى الحركة في ذلك اليوم.
قبل تأسيس حركة التحرير الإسلامية، كان للحزب الشيوعي قبضة قوية على اتحاد الطلاب في الجامعة وبين المدارس الثانوية في السودان. انضم عبد الله إلى الجامعة عام 1951، وفي عام 1952 فازت حركة التحرير الإسلامية بانتخابات اتحاد الطلاب. تمكن عبد الله من ضم حسن الترابي ومحمد سوار الذهب وإبراهيم أبو حسنين وعبد الحميد عبد المجيد إلى الحركة. في عام 1954، كانت السياسة السودانية على مفترق طرق بين اتحاد السودان مع مصر أو الاستقلال التام.
في عام 1954 تم تشكيل هيئتين سياسيتين رئيسيتين والتي أصبحت فيما بعد عضوًا في حزب الأمة. حصل السودان رسمياً على استقلاله عام 1956 ، وكان أول رئيس وزراء إسماعيل الأزهري، ثم عبد الله خليل. أطيح بالحكومة الديمقراطية في انقلاب على يد إبراهيم عبود عام 1958. انضم عبد الله إلى صفوف المعارضة وفي عام 1964 قام طلاب جامعة الخرطوم وموظفو الخدمة المدنية وعمال النقل بتنظيم مظاهرات وعصيان مدني أجبر حكومة إبراهيم عبود على الاستقالة. تم انتخاب عبد الله مرة ثانية كعضو في البرلمان في الديمقراطية السودانية الثانية بقيادة الأزهري، وتم إسقاط حكومة الأزهري عام 1969 من قبل جعفر النميري. انضم عبد الله مرة أخرى إلى المعارضة بقيادة الصادق المهدي ونفي إلى المملكة العربية السعودية لكنه انتقل فيما بعد إلى المملكة المتحدة. عاد إلى السودان عام 1979 بعد مصالحة وطنية جرت بين زعماء المعارضة والنيميري.
عند عودته إلى السودان، تم تعيينه في المكتب الذي تم إنشاؤه حديثًا (هيئة شؤون الأنصار) التي تجاهلت قضية الأنصار. في عام 1984، كان عبد الله من بين عدد من السياسيين الذين اعتقلهم وسجنهم النميري في سجن كوبر حتى 6 أبريل 1985 عندما أطاح عبد الرحمن سوار الذهب بالنيميري . ودعا سوار الذهب الأحزاب السياسية للإصلاح والانتخابات التي أجريت بعد ذلك في عام 1986، وانتُخب عبد الله للمرة الثالثة نائباً في البرلمان يمثل حزب الأمة.
في عام 1986 فاز حزب الأمة في الانتخابات ولكن لم يكن لديه أغلبية الأصوات للسيطرة الكاملة على الحكومة. تم انتخاب الصادق المهدي رئيساً للوزراء، وبعد ذلك شكل حكومة ائتلافية. وعُيِّن عبد الله وزيراً للثقافة والإعلام وكان المتحدث الرسمي باسم الحكومة. جلبت الاضطرابات السياسية أول تعديل وزاري للحكومة وعُيِّن عبد الله وزيراً للتجارة الخارجية. تم تعديل الحكومة مرة ثانية وتم تعيينه مستشارًا ورئيسًا لمجلس الوزراء.
أطاح عمر البشير بالحكومة الائتلافية غير المستقرة لرئيس الوزراء الصادق المهدي في انقلاب عسكري غير دموي في 30 يونيو 1989. تم اعتقال عبد الله وسجنه في سجن كوبر ولكن تم الإفراج عنه لاحقاً ووضع قيد الإقامة الجبرية. وبعد ذلك تم تعيينه من قبل البشير وزيرا للتربية والثقافة والإعلام والمتحدث الرسمي باسم الحكومة ونائب وزير الخارجية ثم تم تعيينه بعد ذلك سفيرا للسودان في إيطاليا وإسبانيا واليونان وسان مارينو. خلال فترة توليه منصب أمباسادور، اختلف باستمرار مع الحكومة، وفي عام 1995 تم توجيهه بالعودة إلى أجل غير مسمى إلى السودان. اختار السفر إلى المملكة المتحدة حيث أصبح مراقب سياسي ومحلل ومحاضر ومؤلف وكاتب عمود. يعيش في لندن ولكنه غالبًا ما يقضي وقتًا في السودان.

## الطاهر يحي عيسى
1. ↑  "نسخة مؤرشفة". web.archive.org. مؤرشف من الأصل في 2020-05-21. اطلع عليه بتاريخ 2020-05-21.{{استشهاد ويب}}:  صيانة الاستشهاد: BOT: original URL status unknown (link)